# Arboreto de la Universidad de Nevada en Reno

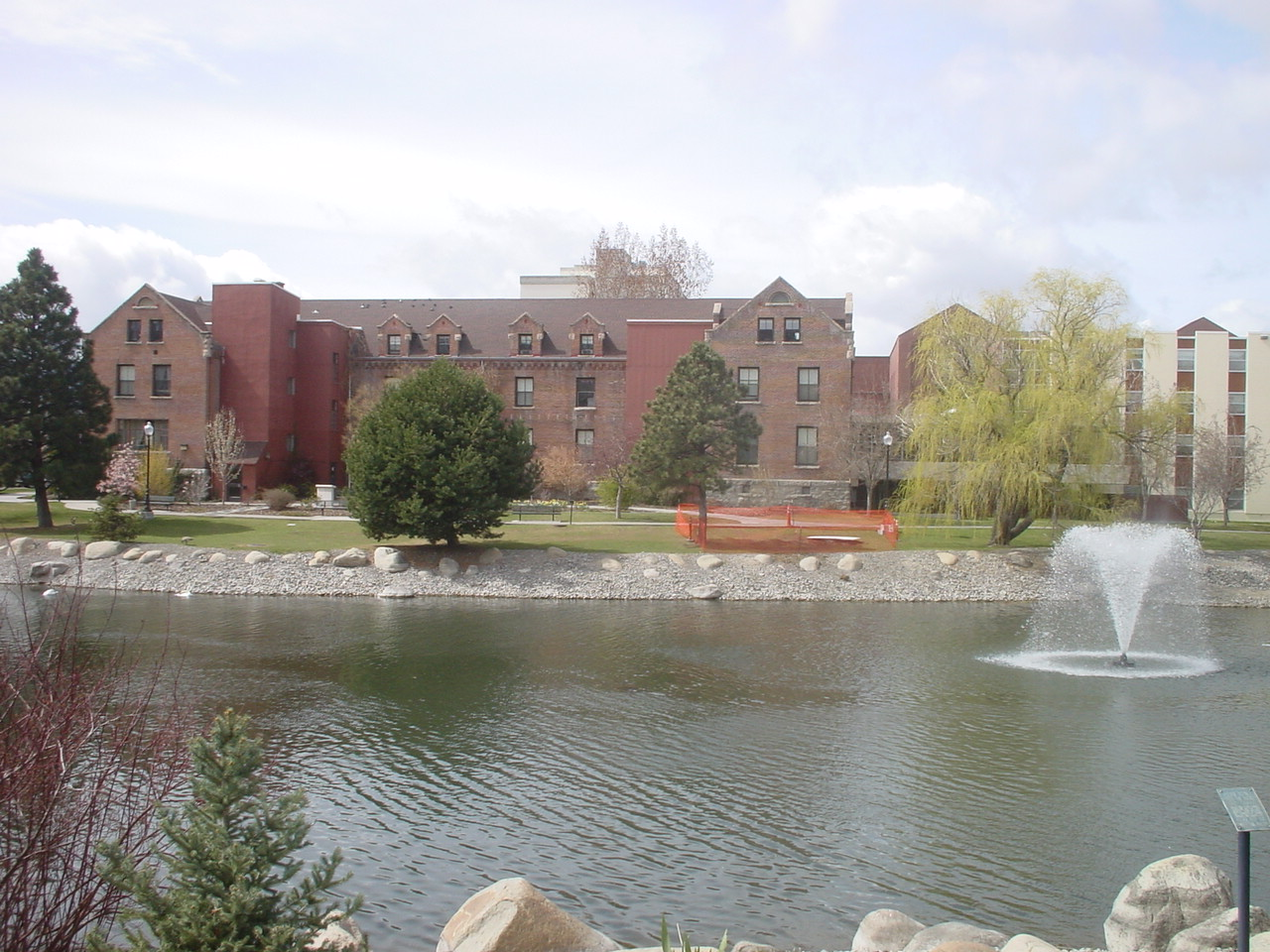
Vista del Lago Manzanita en Campus de la Universidad de Nevada en Reno.

El Arboreto de la Universidad de Nevada, Reno es un arboreto del estado, que se ubica en el campus de la Universidad de Nevada, Reno (UNR), que se encuentra en Reno, Nevada.

## Localización
University of Nevada Reno Arboretum Reno Campus Mailstop 186 Reno, Nevada 89557 United States of America-Estados Unidos.39°32′45″N 119°49′00″O / 39.54583, -119.81667
El arboreto se encuentra en la mismo campus,  está abierto al público en general y no se cobra ninguna tarifa de entrada. 

## Historia
La Universidad de Nevada, Reno fue señalada como arboreto del estado por la legislatura de Nevada del año 1985. El campus es una colección de plantas vivas, de árboles, de arbustos, de flores, de plantas ornamentales y de flora natural con muchas áreas señaladas en el campus abierto al público para el disfrute y el enriquecimiento  educativo.  

## Colecciones
La gran variedad de árboles en el campus representa a más de 60 géneros y cerca de 200 especies, muchas de ellas con varios cultivares presentes. Treinta y seis majestuosos olmos alinean el "Main Quad" (patio principal), localizado al norte del "Morrill Hall", el edificio más viejo en el campus.
Las plantas se disponen en :
- Jardines Benson y Xeriscape, con la Arboleda In memoriam del  Challenger — crabapples, ciruelos, aceres, con árboles de hoja perenne, más un área de plantas tolerantes de la sequía. El  cedro del atlas azul conmemora a los astronautas perdidos en el accidente de la lanzadera espacial "Challenger".

- Jardín de los Cerezos Ornamentales - Este alberga cerezos ornamentales japoneses, azaleas, bambú, e hierbas ornamentales. El jardín fue creado en memoria de Akiko Yamashita por su madre, Kiyoko, y en honor de Hasan Cesi ambos estudiantes en la universidad en la década de 1990.

- Paisaje Agrícola Fleischmann - Magnolias, bulbos de floración primaveral, y plantas anuales. Entre los árboles se incluyen Tilias de Crimea, Fraxinus, Picea azul, Picea montgomery enanos, y perales de flor a lo largo de las calles.

- Jardín de Jimmie - Daphne de rocas, carpe,  Ciprés Nootka, un árbol pagoda japonés, magnolia estrella, rhododendron, arbustos perennes y plantas de flor.

- Jardín de Planta Nativas Joe Robertson - plantas nativas procedentes del Desierto del Great Basin, Desierto de Mojave, y Desierto de Sonora.

- Merriam A. Brown Rose Garden - Rosaleda.

- Quad - El "Quad" (Patio) fue utilizado originalmente como terreno de desfile para los estudiantes cadetes a finales del siglo XIX, y en 1908 reforestado con un diseño de Thomas Jefferson para el césped de la Universidad de Virginia. En 1988, varios olmos fueron retirados debido a la enfermedad de los olmos (Grafiosis). El "Quad" ahora se planta con una mezcla de olmos (Ulmus), Celtis, Fraxinus, y Quercus, y en el césped se entremezclan los blancos Betula, con diversas especies de Quercus, y árboles de hoja perenne.

El Arboreto de Reno alberga 14 de los 120 árboles enlistados en el  "Nevada Big Tree Register 2000". Este Registro fue recopilado por el "Nevada Division of Forestry" con las nominaciones suministradas por diversos buscadores de especímenes notables. Para ser clasificado en este registro, la persona que nomina el árbol debe de aseverar que es el árbol más grande para su especie en Nevada. El "Nevada Big Tree Register 2000" sigue los procedimientos usados por la asociación americana de silvicultura. Entre las especies incluidas: 
Fraxinum pennsylvanica, Abies pinsapo, Picea glauca, Populus deltoides, Ulmus glabra, Ulmus x hollandica, Alnus glutinosa, Acer truncatum, Ulmus laevis, Alnus rhombifolia, Juniperus virginiana, Cedrus deodara, Cedrus atlantica